# Río Huabayacu
Der Río Huabayacu ist ein etwa 75 km langer rechter Nebenfluss des Río Huayabamba in der Provinz Mariscal Cáceres in der Region San Martín im zentralen Norden Perus.

## Flusslauf
Als Ursprung des Río Huabayacu gilt der 3247 m hoch gelegene See Laguna Huayabamba. Dieser liegt in der peruanische Zentralkordillere nahe der Wasserscheide zum weiter westlich gelegenen Einzugsgebiet des oberen Río Marañón. Oberhalb des Sees befindet sich der archäologische Fundplatz der Chachapoya Viru Viru. Der Río Huabayacu fließt in östlicher Richtung durch das Bergland. Bei Flusskilometer 65 trifft der Río Yonán, der an der Nordflanke des 4696 m hohen Nevado de Bolívar entspringt, von Süden kommend auf den Fluss. Bei Flusskilometer 46 befindet sich südlich des Flusses die Siedlung La Morada. Der Río Huabayacu erreicht schließlich den nach Süden strömenden Río Huayabamba. Die Mündung liegt auf einer Höhe von ungefähr 500 m.

## Einzugsgebiet
Das Einzugsgebiet des Río Huabayacu umfasst eine Fläche von 968 km². Das Gebiet liegt vollständig im Distrikt Huicungo und besteht hauptsächlich aus tropischem Bergregenwald. Entlang der westlichen Wasserscheide erheben sich die Berge bis auf eine Höhe von mehr als 4000 m. Jenseits dieser liegen die Flusssysteme von Río Sute (auch Río Cujibamba), Río Pusac und Río Utcubamba. Im Norden grenzt das Einzugsgebiet des Río Huabayacu an das des Río Verde, im Süden an das des Río Cordoncillo. Das Gebiet ist weitgehend unbewohnt. Der Oberlauf des Río Huabayacu ist über einen etwa 20 km langen Pfad erreichbar. Dieser führt von der Stadt Bolívar über den Gebirgspass Dos Cruces und anschließend durch das Flusstal des Río Yonán.

## Ökologie
Das Einzugsgebiet des Río Huabayacu befindet sich innerhalb der Schutzgebiete Concesión para Conservación Alto Huayabamba (im Westen, umfasst das obere Einzugsgebiet) und Concesión para Conservación Martín Sagrado (im Osten; umfasst das mittlere und untere Einzugsgebiet).